# Deceptor bidoupensis
Deceptor bidoupensis – gatunek roślin z monotypowego rodzaju Deceptor z rodziny storczykowatych (Orchidaceae). Epifit rosnący w lasach na wysokościach do 2000 m n.p.m. Gatunek jest endemitem Wietnamu.

## Systematyka
Gatunek sklasyfikowany do podplemienia Aeridinae w plemieniu Vandeae, podrodzina epidendronowe (Epidendroideae), rodzina storczykowate (Orchidaceae), rząd szparagowce (Asparagales) w obrębie roślin jednoliściennych.